# Achille Forti
Achille Forti, född 28 november 1878 i Verona, död där 11 februari 1937, var en italiensk botaniker.
Achille Forti blev filosofie doktor i Padua 1900, docent i Modena 1916 och senare i Padua. I ett flertal arbeten behandlade Forti de lägre algerna, särskilt kiselalger och blågröna alger, och samlade under resor bland annat till Sverige stora samlingar. Hans första större arbete, Contributo alla conoscenza del plancton del Lago Wetter (i Atti della R. Istituto Veneto di sci-enze e lettere, 59, 1900) behandlade Vätterns plankton. Hans mest betydande arbete var Sylloge Myxophy-cearum omnium hucusque cognitarum (i Giovanni Battista De Tonis Sylloge algarum, 5, 1907), en monografi över samtliga blågröna alger. I Studi su la flora della pittura classica veronese (i Madonna Verona, 14, 1920), avhandlade Forti den veronesiska målarskolans användning av växterna.